# 戦列歩兵

イギリス軍の戦列歩兵: 18世紀

戦列歩兵（せんれつほへい、英語: Line Infantry, フランス語: Infanterie de ligne）とは、17〜19世紀の欧州の野戦軍で主流となった歩兵の運用形態のひとつである。
同様の兵科は欧州各国のみならず、中国、インド(セポイ)、新大陸(大陸軍)など、世界中で組織された。

## 歴史

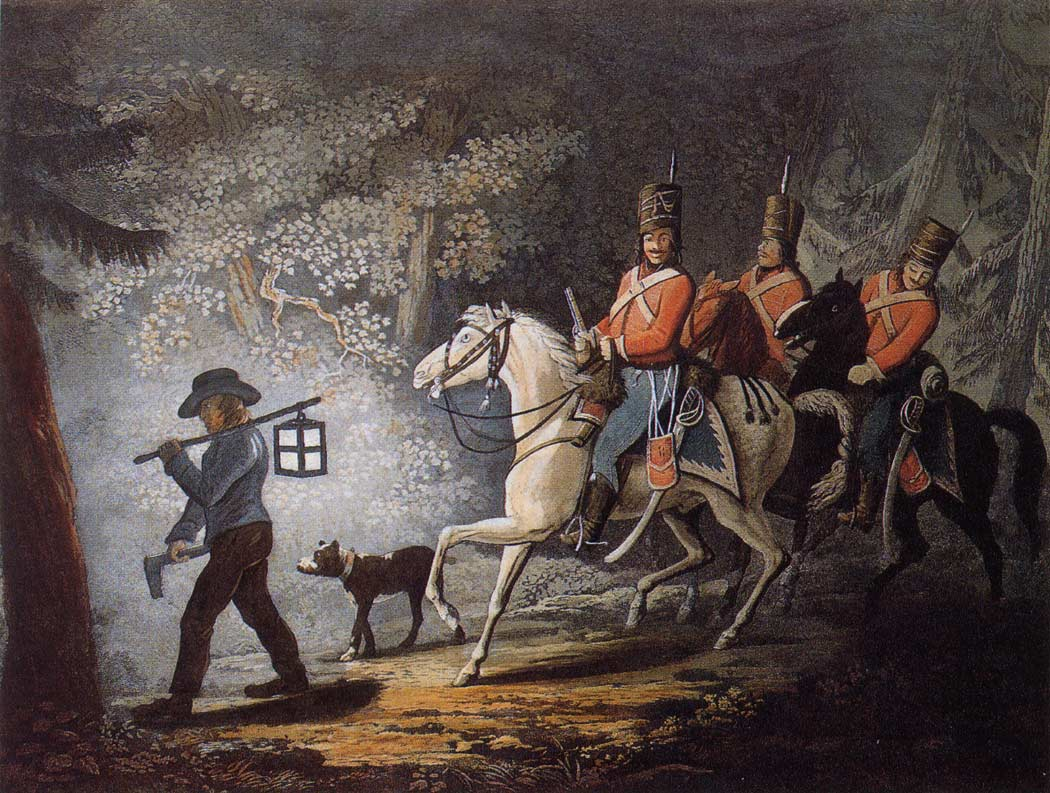
アメリカ独立戦争鎮圧に従事したヘシアン

戦列歩兵は、古代から存在した密集陣形を組んで運用される重装歩兵の系譜に連なる兵科であり、野戦軍の中核をなした兵科だった。野戦における戦列歩兵は、散兵として運用される軽歩兵や猟兵、騎兵・砲兵といった他の各兵科のサポートを受けつつ、敵の主力を同じく構成している戦列歩兵を撃破する事を主な役割としていた。18世紀頃までは、擲弾兵と呼ばれる擲弾を敵陣に投げ込む選抜歩兵が欧州各国の軍に存在したが、時代を経るに従って擲弾による戦闘が廃れると、戦場における機能は戦列歩兵とほぼ同じとなった。ただし近代以降においてもしばらく「擲弾兵」のカテゴリーは、体格・体力や武勇・戦技および精神力などに優れた兵士を選抜したエリート部隊として名称のみが残された。
戦列歩兵は、「Musketeer」という名の通り銃隊であり、槍にかわってマスケット銃と銃剣が歩兵の主装備となって職業軍人の優位が消滅した三十年戦争の頃から各国軍で一般的に編成されるようになった。傭兵として長い歴史のあるスイス傭兵や、ヘシアン のような公募された傭兵（多くの場合、多重債務者や犯罪者によって構成されていた）や、徴兵された一般人を、少数の専門家による比較的短い期間の訓練によって大量に戦力として養成できる利点から、広く世界中で採用される歩兵運用方式となった。
19世紀の中頃に銃砲が飛躍的に発達し、ミニエー銃と近代的な後装式の砲が出現すると、戦列歩兵の密集陣形や、黒色火薬の濃煙下における敵味方識別・威嚇のために派手な原色を多用した従来の軍服 は遠距離射撃の良い的となって死傷者が激増したため、歩兵の運用はリスクを分散するために密集を避けて周囲の環境に隠れながら行動できる散兵による浸透戦術が中心となり、戦列歩兵は急速に廃れていった。
戦列歩兵の消滅以降も、駐退機の開発による火砲の連射速度向上と近代的な爆薬の出現による榴弾の威力の驚異的向上や無煙火薬の普及にともなう火器の射程・威力・命中精度の向上や視界の改善、さらに機関銃と鉄条網の登場により、野戦における歩兵の死傷率はさらに増加し、兵士が戦闘時に着用する軍服は目立ち難い暗色系や保護色へと変化して行き、最終的に現在のような迷彩服に至っている。

## 運用
戦列歩兵は士官の発する簡単な号令や太鼓による指示に従って行動し、その移動は徒歩であり、横隊の全員がほぼ同じ程度の歩幅(75cm前後)になるよう身長の基準が設けられ、一分間の歩数は70〜90歩(約60m/分)が基準の歩行速度とされていた。これに太鼓による指示が与えられる事で速度が調整された。

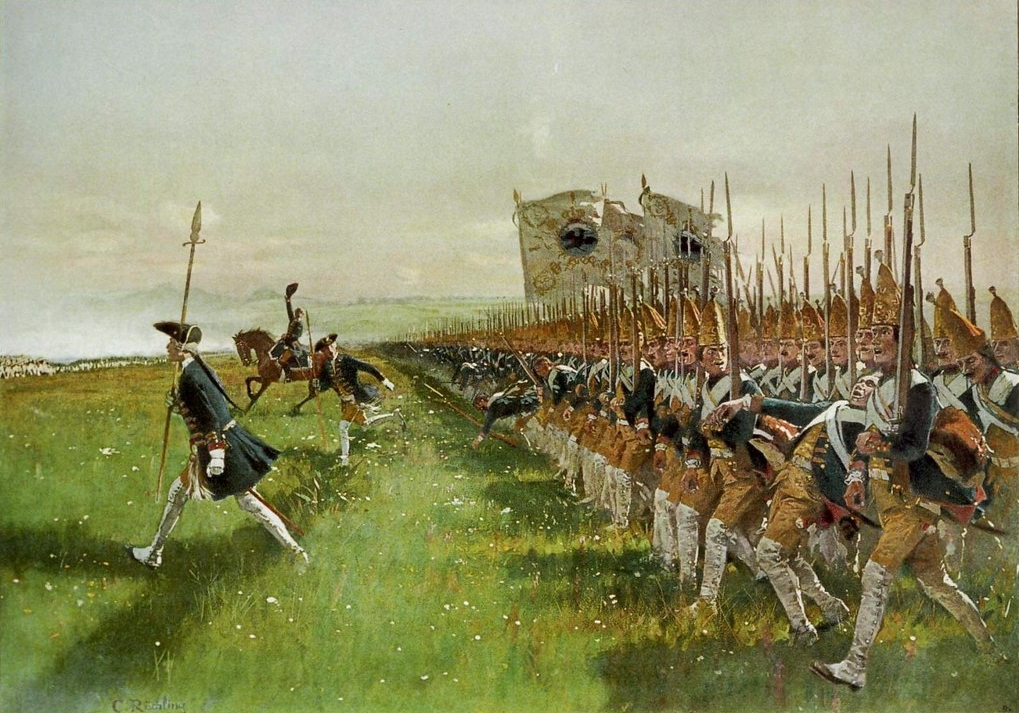
プロシア軍の戦列歩兵(擲弾兵): 先頭を大股で歩く人物が下士官であり、馬上から指示を出す上級士官の命令に従い、敵弾に倒れた同僚の屍を踏み越えて兵士達は前進しなければならなかった

兵士達は迅速に各種の密集陣形を組めるよう日常的に訓練され、敵兵を威圧するために威圧色と呼ばれる派手な色彩の制服を着用した。
マスケット銃 と銃剣、自衛用の剣が主装備だった戦列歩兵 (参照:ヘシアンの装備例) は、攻撃時には右の絵のように単純な3列の横隊で運用

される事がほとんどで、防御時には横隊を組み替えて方陣を組む事が出来れば充分なレベルであり、その基本的な運用は以下のようなものだった。
1. 兵士達は号令に従ってマスケット銃に装填する
2. 陣形を維持したまま行進して敵陣へ接近する
3. 敵陣との距離が100mほどになった時点で、行進の速度を緩める
4. 敵陣から50mほどになった地点で停止する
5. 号令に従ってマスケット銃を敵陣に向ける
6. 列ごとに敵陣に向けて一斉射撃、再装填、再び一斉射撃 (繰り返し)
7. 敵陣が充分に混乱して陣形が乱れ始めたら、号令に従って銃剣を装着する
8. 号令に従って敵陣に突撃する
9. 敵兵に接触したら首尾よく突き殺す

当時の戦闘では、交戦中に陣形を維持できなくなった時点で、組織的な戦闘が不可能になったと判断され、崩壊した陣を指揮する士官はその時点で降伏する事が多かったため、攻守ともに相手の陣形を崩壊させる事が戦闘の主目的となった。
敵陣への攻撃は戦列歩兵による一斉射撃と着剣突撃の他に、刀・槍を持った騎兵の突入、砲兵による榴弾・霞弾(砲から発射される散弾)・砲弾を地表でバウンドさせる攻撃、などといった手法が取られた。
戦列歩兵達に求められたのは、こうした正面攻撃の恐怖に打ち克って陣形を維持する事と、指揮官の命令に絶対服従する事であり、戦闘中に勝手に発砲したり、陣形を乱した者は監督者である士官から懲罰を加えられ、逃亡を図った者はサーベルで斬殺された。

## 日本における導入

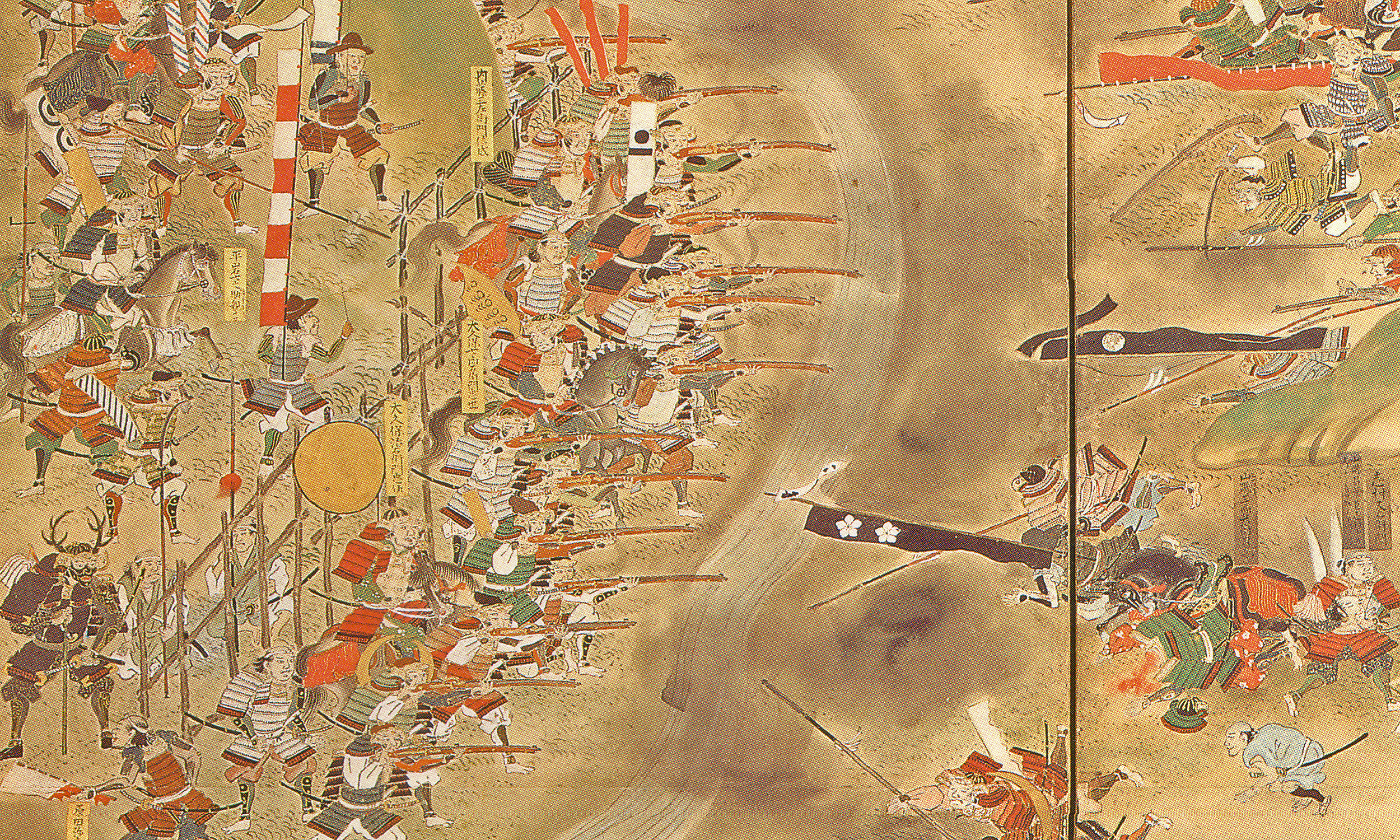
戦国時代の鉄砲足軽: 長篠合戦図屏風より

日本では戦国時代末期に鉄砲足軽を主力とする戦列歩兵に似た兵科が世界に先掛けて存在していた。しかし、日本に渡来した火縄銃は当時の欧州で製造されていた物とは異なり、インド・東南アジアで改良された派生品であり、狙撃に適した瞬発式であったため、既存の弓術との相似性から狙撃の技を究める独自の鉄砲術が確立されて行き、鉄砲足軽も各々の武功を競い合う小集団の集合体であった事から、鉄砲足軽は戦列歩兵と本質的に異なる存在だったと現在では考えられている。農民・浪人・キリスト教・鉄砲が結合して強力な反乱に成長した島原の乱以降、徳川幕府の国内安定化政策の下で足軽の多くは帰農させられ、武士階級を意図的に銃砲から乖離させる政策がとられたため、鉄砲足軽の運用手法は形骸化した兵学としてのみ伝承され、江戸時代中期には事実上絶滅してしまう。
日本への西洋式の戦列歩兵の導入は、江戸時代後期に行われた。列強諸国との軍事的トラブルが増えはじめた江戸時代後期になると、列強との火砲の性能・運用の差を知った高島秋帆によって戦列歩兵を含むオランダ式軍制の導入が試みられ、1834年には長崎警護の任にありフェートン号事件を経験していた佐賀藩がこれを導入した。

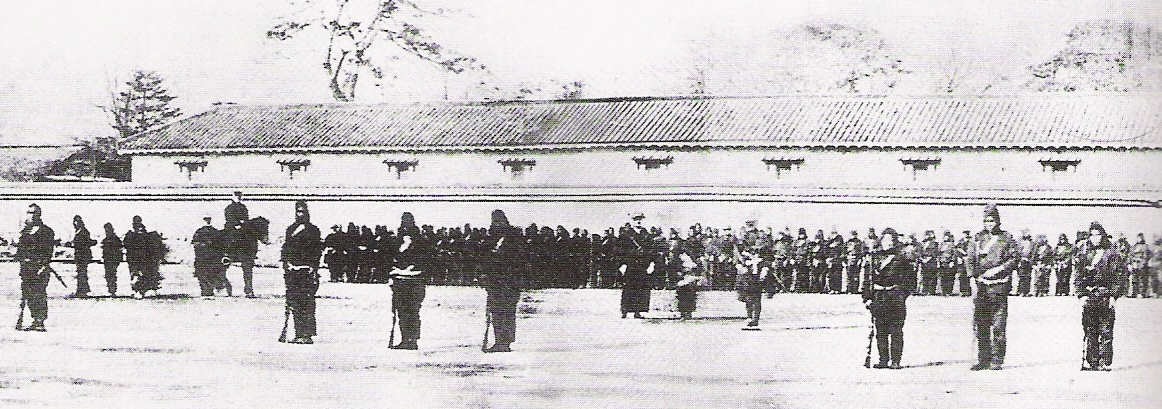
大坂城内で撮影された“フランス式日本軍歩兵部隊の訓練風景”と題された写真: 1868年

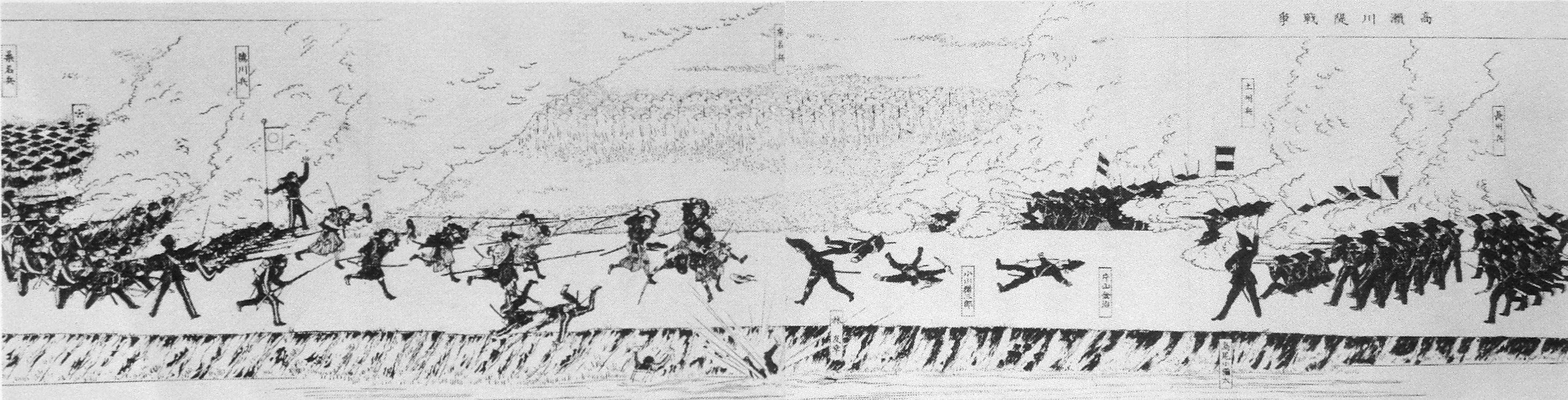
鳥羽・伏見の戦いでの戦闘を描いた絵。伏見戦線での高瀬川付近での交戦の場面で、右側は長州藩と土佐藩の兵。左側は旧幕府方で、射撃動作をする幕府陸軍歩兵のほか、和装と槍で突撃する「桑名藩兵」などが描かれている。左奥の集団も「桑名兵」とある。

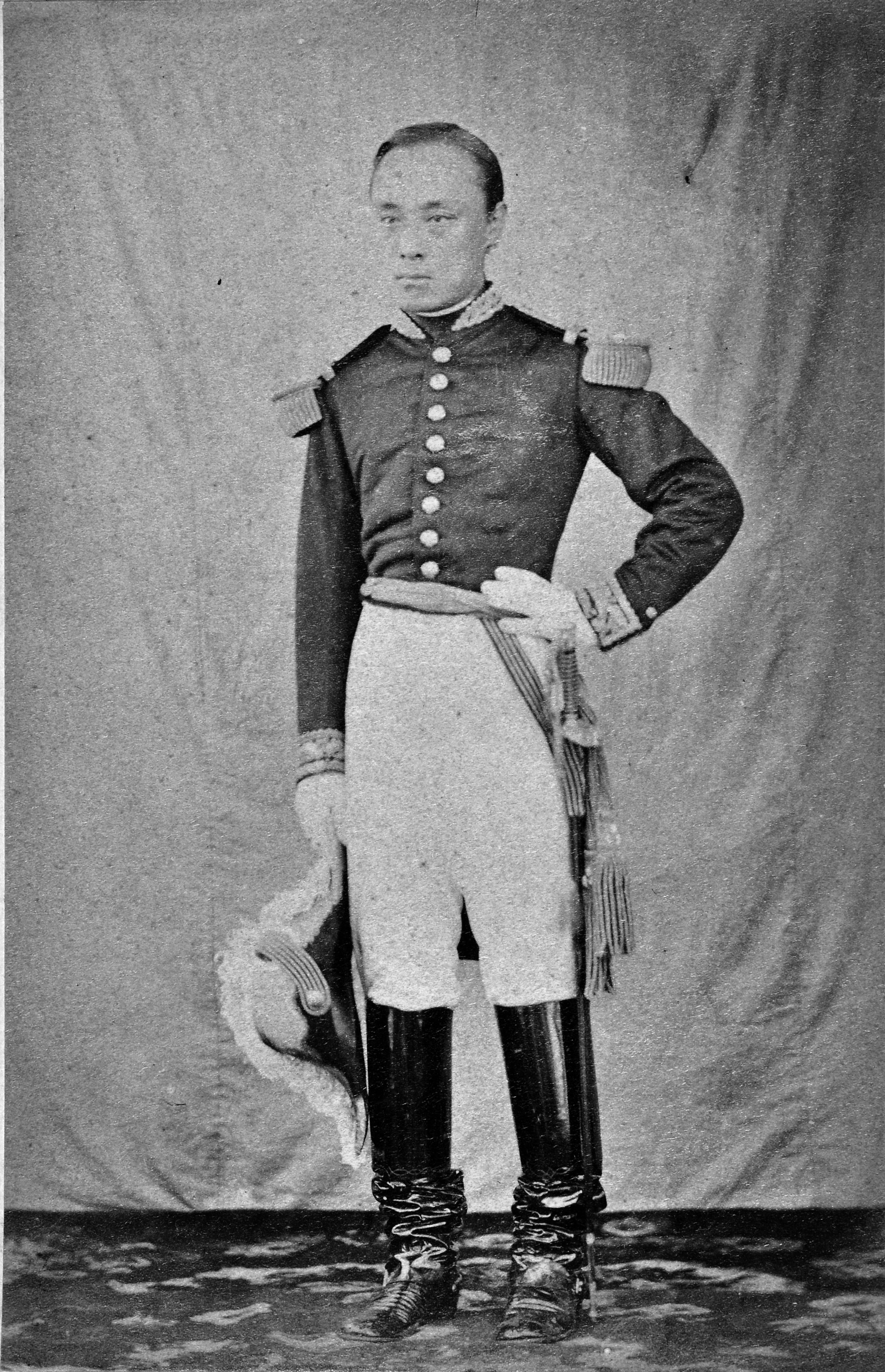
フランス軍装の徳川慶喜

アヘン戦争での清国敗北の情報を得ていた徳川幕府も、1841年に武州徳丸ヶ原(現・東京都板橋区高島平)で秋帆による洋式軍制の公開演習を行わせるなどした結果、諸藩でも広く導入が検討されるようになったが、秋帆が謀反の疑いで投獄されるなどの曲折 を経て1862年になってようやく洋式軍制の幕府陸軍が発足したが、佐賀藩が高島秋帆の指導下で洋式軍制を導入してから約30年も後の事であり、この間に佐賀藩・薩摩藩・宇和島藩といった諸藩は初歩的な工業を有する先進的な軍事力を築き、旧態依然とした幕府との実力差は歴然としたものとなっていた。
幕府にとって運の悪い事に、この時期は火器の飛躍的発展期と重なったため、1862年発足の幕府陸軍とこれを参考とした諸藩が導入した従来のマスケット銃（日本ではゲベール銃と呼ばれた）主体の戦列歩兵方式による密集隊形での歩兵運用は、発足の時点で既に時代遅れの存在となっており、第二次長州征伐に参戦した幕府陸軍と諸藩兵は、下関戦争での惨敗から大村益次郎指導下で独自の軍制改革を実行し、長射程・高命中精度のミニエー銃(長州藩は薩長同盟により薩摩藩を経由して英国のグラバー商会からエンフィールド銃を購入していた)を装備し、散兵中心の歩兵運用をオランダ・フランス軍制の文献分析を通じて構築していた長州諸隊に惨敗を喫した。

この大敗を受けて、1866年には徳川慶喜の下で大規模なフランス式軍制への変更が実施され、幕府陸軍における戦列歩兵の運用は僅か4年で終了したが、軍事技術の多くを幕府経由で得ていた諸藩にとっては、戊辰戦争の終結まで“正当な”洋式軍制として運用され続けたため、進化した軍制・装備を有し一方的な優位を得た新政府軍に対して、これら諸藩は敗北を重ねる結果となった。
明治維新により、新制幕府陸軍と西南雄藩の混成軍だった新政府軍は統合されて日本陸軍となり、1872年になって1869年版フランス式歩兵操典が導入され、本格的な近代軍の運用が開始された。
しかし、1870年の普仏戦争でのフランス軍の敗北 と、フランス式陸軍の最高位にあった西郷隆盛が起した1877年の西南戦争と翌1878年の竹橋事件の影響から、フランスを導入すべき国家モデルの中心的存在とする日本政府の方針が揺らぎ、欧州で急速に台頭しつつあったプロイセンの国家モデルへの関心が高まって行く過程で、1891年にプロイセン式歩兵操典が改めて日本陸軍に導入され、以降は大日本帝国陸軍の終焉までドイツ式の歩兵運用方式が継承された。

## 戦列歩兵の登場する作品
映画
- パトリオット - よく再現された戦列歩兵(英軍・大陸軍)の姿を見る事ができる。
- バリー・リンドン
- グローリー - 序盤のアンティータムの戦いで戦列歩兵で前進する北軍の姿が見られる。南北両軍ともエンフィールド銃(ミニエー銃)で武装した本作において[1]、整然と射撃姿勢を取った南軍の戦列に匍匐などの回避行動を取ること無く徒歩で接近し、一斉射撃に薙ぎ倒されていく北軍の姿は後世の陸戦を知る者から見れば自殺行為に等しい光景に映るが、ミニエー銃が普及し始めた1860年代の陸戦では用兵側にもミニエー銃の威力に対する理解が十分ではなく、このような不条理にも見える戦況がしばしば発生した。
- ワーテルロー - フランス軍とイギリス軍が陣形を組んで対峙し、両軍の戦列歩兵が密集隊形のまま前進・攻撃する情景が描かれる。
- 1864 (TVドラマ)（英語版） - 第二次シュレースヴィヒ＝ホルシュタイン戦争を描いたTVシリーズで、ドゥッブル堡塁の戦いにてプロイセン軍が鬨の声を上げながら戦列歩兵の姿勢でデンマーク軍に肉薄していくシーンが見られる。本作ではデンマーク軍がスプリングフィールドM1842などの前装式ミニエー銃、プロイセン軍がドライゼ銃などのボルトアクション小銃を装備しており、前装銃から後装銃への過渡期の陸戦が如何なるものであったのかが良く描写されている[2]。
- ザ・トレンチ（塹壕） - 第一次世界大戦のソンム会戦を描いた作品であるが、BEFの兵士達はラストの銃剣突撃のシーンでは上記の作品のような戦列歩兵に似た横隊の陣形を取り、漫然と徒歩で敵陣へ向かっていくという、生還を期しえない絶望的な戦術を採った末に壊滅していく。